# Arega
Arega é uma povoação portuguesa sede da Freguesia de Arega do Município de Figueiró dos Vinhos, freguesia com 28,64 km² de área e 721 habitantes (censo de 2021), tendo, por isso, uma densidade populacional de 25,2 hab./km².

## Demografia
A população registada nos censos foi:
| Distribuição da População por Grupos Etários | Distribuição da População por Grupos Etários | Distribuição da População por Grupos Etários | Distribuição da População por Grupos Etários | Distribuição da População por Grupos Etários |
| -------------------------------------------- | -------------------------------------------- | -------------------------------------------- | -------------------------------------------- | -------------------------------------------- |
| Ano                                          | 0-14 Anos                                    | 15-24 Anos                                   | 25-64 Anos                                   | > 65 Anos                                    |
| 2001                                         | 187                                          | 133                                          | 525                                          | 309                                          |
| 2011                                         | 85                                           | 97                                           | 413                                          | 275                                          |
| 2021                                         | 59                                           | 48                                           | 342                                          | 272                                          |

## Património
- Igreja Paroquial de Arega
- Capela de São João
- Capela de Santana

## História
Foi vila e sede de concelho entre 1201 e o início do século XIX. Este era constituído apenas pela freguesia da vila e tinha, em 1801, 1292 habitantes. Aquando da extinção foi integrado no concelho de Maçãs de Dona Maria. Quando este foi por sua vez suprimido, em 1855, passou para o actual concelho (atual município).
Arega é uma das povoações mais antigas de Portugal.
As origens de Arega remontam ao tempo do nascimento da nacionalidade. Arega, obteve o seu foral no ano de 1201, das mãos de D. Pedro Afonso, filho de D. Afonso Henriques e irmão do Rei D.Sancho I, de quem recebera o reguengo (terras do Rei) de Monsalude. Uma propriedade que englobava os concelhos de Pedrógão Grande, Castanheira de Pêra e Figueiró dos Vinhos nos dias de hoje.
Arega tinha uma população de 1292 habitantes no ano de 1801. Hoje (censos 2011) a sua população é de 855 habitantes.
A população de Arega foi sempre muito religiosa. A sua prática é dedicada ao culto aos seus santos:
- S. Pedro, antigo orago da povoação
- S. João Baptista
- Nossa Senhora da Conceição, actual orago, à qual é dedicada a igreja matriz

## Heráldica
Arega tem, desde 2002, bandeira e brasão que são os seus símbolos representativos, assim descritos:
Armas - Escudo de ouro, monte de verde encimado por pinheiro do mesmo, frutado de púrpura, movente da ponta e de duas palas diminutas, ondadas de azul e prata de três tiras. Coroa mural de prata de quatro torres. Listel branco, com a legenda a negro: “ AREGA “.
Bandeira - Esquartelada de púrpura e amarelo. Cordões e borlas de prata e púrpura. Haste e lança de ouro.